# ポットパイ

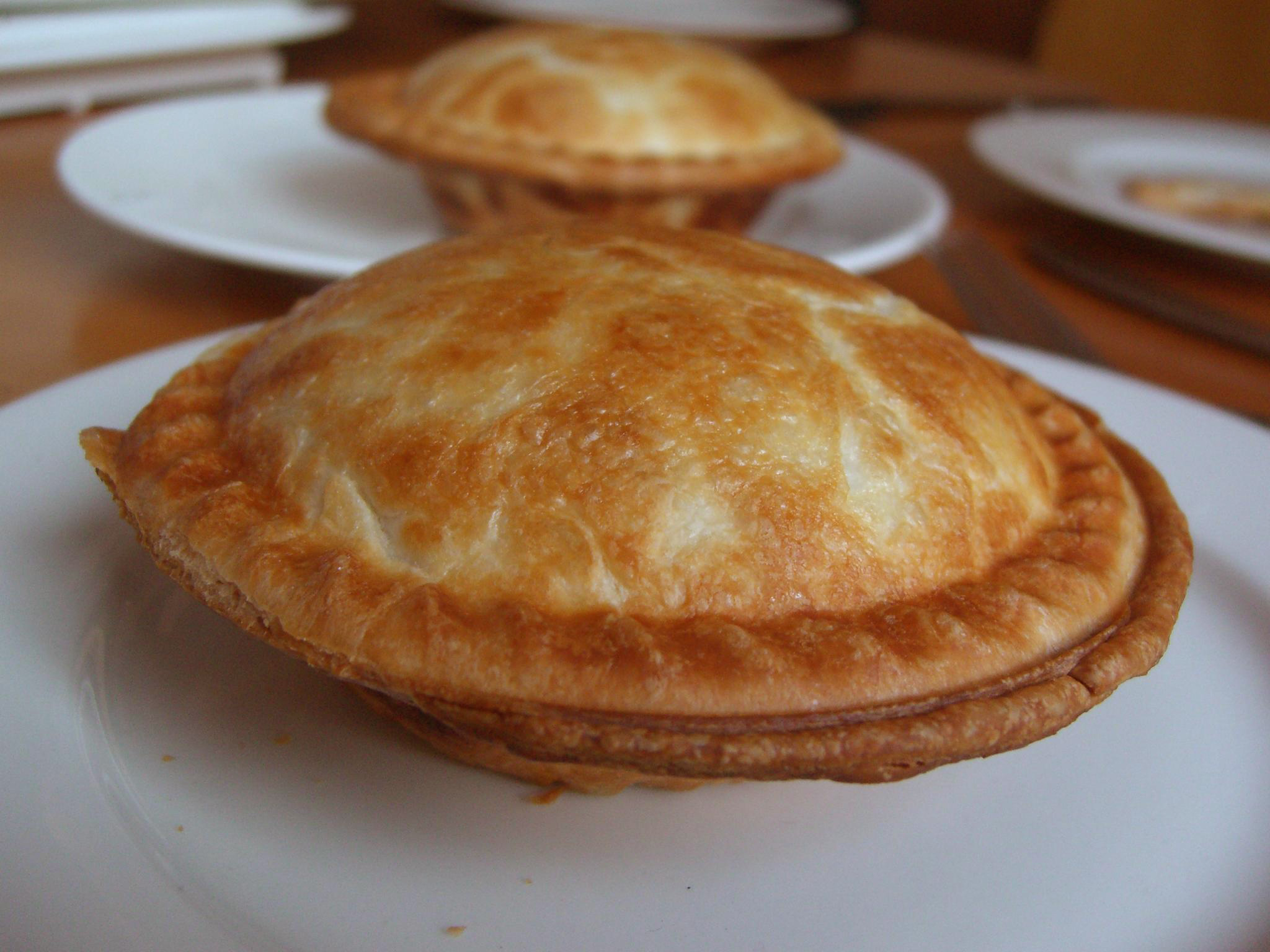
カレーとチキンのポットパイ

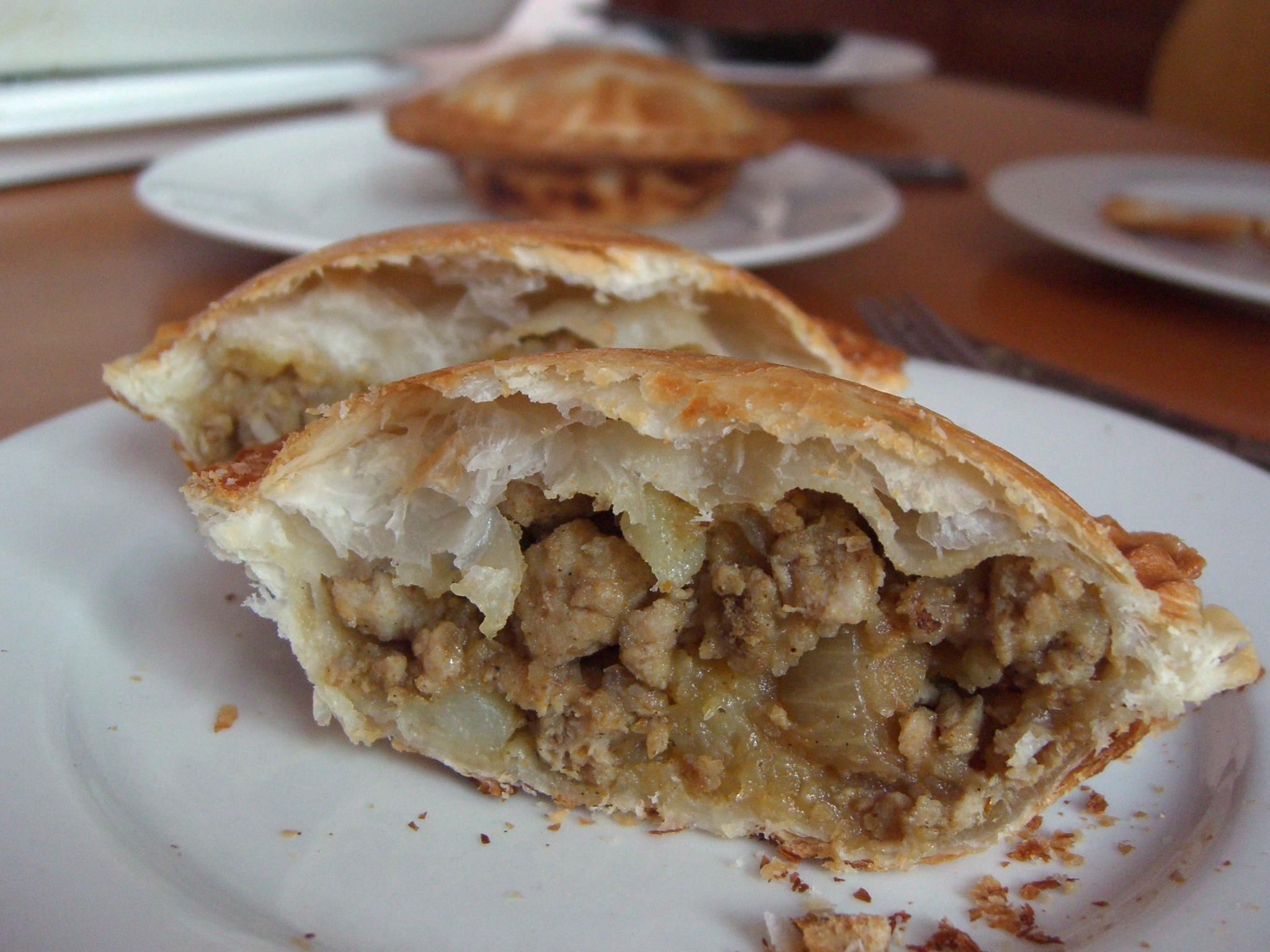
カレーとチキンのポットパイの断面

ポットパイ（英: pot pie）とは、底面と上面を薄いパイ皮で完全に包んで、パイ皿で形を整えて焼いた塩味のパイである。
この料理は、オーストラリア・ミートパイや多くのイギリスの多種のレシピと異なり、上面は薄いパイ皮だが、底と側面はショートクラスト、ホットウォータークラスト（湯練り）、または同様のより重く、より堅い構造の生地で作られる。
ポットパイはパスティ (Pasty) の一種である。
アメリカ合衆国のポットパイのフィリングは、肉（特に牛肉、鶏肉、またはシチメンチョウ）、グレイビー、およびミックスベジタブル（ジャガイモ、サヤインゲン、エンドウ）である。1人分の冷凍ポットパイも販売されている。

## 種類
アメリカのパイには底のパイ皮が無く、伝統的なミートパイよりもキャセロールやチキン・アンド・ダンプリングス (Chicken and dumplings) に似ているものがある。パイ皮の蓋で構造を保つ必要が無いため、焼き工程の前にシチュー状のフィリングにビスケット生地を小量詰めて蓋をすることができる。
ペンシルベニア・ダッチ地域では、ボットボイ（bot boi、bott boi）と呼ぶ。この料理を「slippery noodle pot pie（スリッパリ・ヌードル・ボットボイ）」と呼び、ポットパイのパイ形状と区別することがある。ボットボイは通常、鶏肉、ハム、牛肉、または野鳥に、正方形に切った卵麺、ジャガイモ、およびタマネギの出汁に、好みによりセロリ、ニンジン、パセリを加えて作るシチューである。風味を増すためにブイヨンを加える場合もある。卵麺は、穀粉、卵、（好みで）塩および水で作る場合が多い。ベーキングパウダー等の膨張剤を使うレシピもある。